# Marvin Marvin
Marvin Marvin es una serie de televisión original de Nickelodeon que se estrenó el sábado 24 de noviembre de 2012 en Estados Unidos a las 8:30 p. m, después de un nuevo episodio de Victorious, con un total de 2.6 millones de espectadores. La serie fue internacionalizada en abril de 2013, incluyendo Australia, Inglaterra e Irlanda.  En Latinoamérica y Brasil, Marvin Marvin se estrenó el 27 de abril de 2013 a las 8:00 p. m. El 26 de junio de 2013, Lucas Cruikshank confirmó en su cuenta de Twitter que Marvin Marvin ha sido cancelada, siendo una serie más que Nick cancela entre los años 2012 y 2013, con una sola temporada, junto con Bucket & Skinner's Epic Adventures, How to Rock, Fred: The Show, Wendell & Vinnie y Sam & Cat, además, la primera serie de Lucas, Fred: The Show también había sido previamente cancelada antes del estreno de esta misma serie.

## Sinopsis
La serie sigue las aventuras de Marvin (Lucas Cruikshank), un extraterrestre adolescente de apariencia humana con poderes especiales, que fue enviado a la Tierra por sus padres con el fin de protegerlo de los malvados invasores Clerg de su planeta natal, Klooton. Bajo la supervisión de sus nuevos padres humanos, Bob (Pat Finn) y Liz (Mim Drew), Marvin tratará de adaptarse a su nueva vida en la Tierra como un típico adolescente estadounidense. Para ayudarlo a navegar en las desconocidas costumbres sociales de la Tierra, están sus dos nuevos hermanos, Teri (Victory Van Tuyl) y Henry (Jacob Bertrand) y su travieso y alocado abuelo, Pop-Pop (Casey Sander). Como si la enseñanza a Marvin no fuera poco, la familia también deberá ocultar su verdadera identidad del mundo, incluyendo a la curiosa mejor amiga de Teri, Brianna (Camille Spirlin).

## Reparto

### Personajes principales
- Lucas Cruikshank como Marvin Forman: Un "adolescente" alienígena proveniente del planeta Klooton, que en realidad tiene 580 años de edad, y oculta su verdadera forma detrás de su apariencia humana. Sus poderes incluyen la capacidad de congelar y calentar los objetos a voluntad utilizando sus dedos, hablar con los animales, cambiar de forma y flotar. En el episodio piloto, se presenta como Marvin Marvin debido a sus nervios, y terminó por repetir su nombre Marvin como su apellido.
- Victory Van Tuyl como Teri Forman: Es la hermana mayor de Henry y Marvin. Al comienzo tenía problemas para aceptar a Marvin en su familia, y le consideraba extraño y extravagante. Sin embargo, a medida que avanza la serie su relación se vuelve más fraternal.
- Jacob Bertrand como Henry Forman: Es el astuto hermano menor de Teri y Marvin. A pesar de tener apenas 12 años, es increíblemente inteligente y sabe cómo manipular a las personas, sobre todo a sus padres.
- Pat Finn como Robert "Bob" Forman: Es el padre de Teri y Henry, y el padre adoptivo de Marvin.
- Mim Drew como Elizabeth "Liz" Forman: Es la madre de Teri y Henry, y la madre adoptiva de Marvin.
- Casey Sander como George "Pop-Pop" Forman: Es el padre de Liz, y abuelo de Teri, Henry y Marvin. Es igual de infantil y revoltoso que su nieto.
- Camille Spirlin como Brianna: la mejor amiga de Teri y la única que sabe de la verdadera identidad de Marvin.

### Personajes secundarios
- Angel Amaral como Ben: Es el mejor amigo humano de Marvin. Es el clásico chico nerd de la escuela, y su único amigo es Marvin.
- Dennis Atlas como Derek Winfeld: Un chico de la escuela de Marvin, quien cree es un caballo.

## Desarrollo
Nickelodeon anuncia en 2011 nuevos proyectos para el canal en 2012, entre ellos, anunció una nueva serie, con el protagonista de la serie también de Nickelodeon Fred: The Show, Lucas Cruikshank. El episodio "Pilot" se empezó a filmar en enero de 2012, el resto de la temporada en agosto de 2012.

## Episodios
| Temporada | Temporada | Episodios | Estados Unidos          | Estados Unidos      | Latinoamérica       | Latinoamérica           | España              | España              |
| Temporada | Temporada | Episodios | Comienzo                | Final               | Comienzo            | Final                   | Comienzo            | Final               |
| --------- | --------- | --------- | ----------------------- | ------------------- | ------------------- | ----------------------- | ------------------- | ------------------- |
|           | 1         | 20        | 24 de noviembre de 2012 | 27 de abril de 2013 | 27 de abril de 2013 | 30 de noviembre de 2013 | 24 de marzo de 2013 | 27 de enero de 2014 |

### Internacionalización
Luego del estreno de Marvin Marvin, MTV Network's anunció que la serie sería estrenada a los Nickelodeon's restantes del mundo algún día de 2013, como lo son Australia, Inglaterra, Irlanda, Latinoamérica entre otros. Posteriormente, Marvin Marvin, fue doblada al español para Latinoamérica y al portugués, para Portugal y Brasil. En la mayoría de los Nickelodeon's del mundo, esta serie tuvo un preestreno al término de los Kids' Choice Awards 2013, en marzo, y en Latinoamérica y Brasil, su preestreno fue el 25 de abril de 2013, al término del episodio final de iCarly llamado "iGoodbye".

## Recepción
Marvin Marvin ha recibido varias críticas negativas. "Common Sense Media" le dio a la serie 2 de 5 estrellas y dijo: "... La mejor característica de la demostración es el cuidado que se necesita para recordar a los espectadores que es importante ser uno mismo, incluso cuando eso te hace diferente de sus pares, desde el punto de un niño, sin embargo, este mensaje se pierde en medio de escandalosas situaciones difíciles de Marvin". La Revista Media Life declaró: "Marvin Marvin es simplemente poco, poco", mientras que Brian Lowry de Variety  llamó a la serie "es simplemente otra serie sin asunto".
Fred Adester de "The New Yorker" comento: si disfrutaste de series como Mi marciano favorito, Mork y Mindy o ALF, odiaras la serie Marvin Marvin, que está basada principalmente en chistes sobre vómitos.
El espectáculo ha recibido bajas calificaciones de los críticos en TV.com. y en IMDb.com.

## Premios y nominaciones
| Año  | Premiación                   | Categoría                               | Nominado         | Resultado   |
| ---- | ---------------------------- | --------------------------------------- | ---------------- | ----------- |
| 2013 | Kids Choice Awards           | Actor de TV Favorito                    | Lucas Cruikshank | Nominado    |
| 2013 | Kids Choice Awards Australia | Estrella de Nick Australia Favorito     | Lucas Cruikshank | Nominado    |
| 2013 | Young Artist Award           | Actriz Joven                            | Victory Van Tuy  | Ganador     |
| 2013 | Kids Choice Awards México    | Programa o serie internacional favorita | Marvin Marvin    | Prenominado |
| 2013 | Kids Choice Awards Argentina | Programa de TV Internacional Favorito   | Marvin Marvin    | Prenominado |